# Elisabeth Albertsen
Elisabeth Albertsen (* 15. September 1939) ist eine deutsche Schriftstellerin.

## Leben
Elisabeth Albertsen wuchs im Pfarrhaus von Breitenberg (Holstein) auf, studierte Germanistik an der Universität Tübingen und schloss dort das Studium mit einer Promotion über Ratio und Mystik im Werk Robert Musils ab. Albertsen nahm 1980 an den 4. Tagen der deutschsprachigen Literatur (Ingeborg-Bachmann-Wettbewerb) in Klagenfurt teil. Sie ist mit Karl Corino verheiratet und hat zwei Kinder, darunter Eva Corino.

## Veröffentlichungen (Auswahl)
- Ratio und Mystik im Werk Robert Musils. Nymphenburger Verlagshandlung, 1968.
- Das Dritte. Rowohlt, Reinbek bei Hamburg 1977.
- (Hrsg. mit Karl Corino): „Nach zwanzig Seiten waren alle Helden tot“. Erste Schreibversuche deutscher Schriftsteller. Marion von Schröder, Düsseldorf 1995. Neuausgabe: Autorenhaus Verlag, Berlin 2007.
- Lust auf Täuschung. Basilisken-Presse, Marburg an der Lahn 2008.
- Unruhiger Stillstand. Radius, Stuttgart 2015.
- Gehorsame Feuer. Radius, Stuttgart 2019.